# Kuutsemägi
Kuutsemägi nebo Kuutse mägi je nejvyšší vrchol vysočiny Otepää. Leží mezi vesnicemi Arula a Ädu na území samosprávné obce Otepää v estonském kraji Valgamaa. Vrchol hory má nadmořskou výšku 217 m.